# Штумпп, Эмиль
Эмиль Вильгельм Штумпп (17 марта 1886, Неккарциммерн, Баден-Вюртемберг — 5 апреля 1941, Штум, Западная Пруссия) — немецкий педагог, художник и один из самых знаменитых представителей газетных художников-карикатуристов Веймарской республики.

## Биография
Штумпп вырос в Вормсе в большой семье. После окончания средней школы в 1904 году он проучился один семестр в Художественно-ремесленной школе в Карлсруэ. После этого прошёл военную службу в немецкой армии. В дальнейшем продолжил своё обучение в Марбургском университете, где изучал немецкий язык, философию и историю. Занятия наукой привели его сначала в Берлин, затем в Уппсальский университет, после этого снова в Марбург, где он сдал в 1914 году государственный экзамен и получил диплом об окончании высшего образования. Сразу же после окончания он был призван в армию, прошёл всю Первую мировую войну и окончил службу в звании лейтенанта.
В 1919 году он становится преподавателем по искусству и спорту в Хуфенской гимназии в Кёнигсберге. Проработав до 1924 года в школе, уволняется и работает внештатным рисовальщиком и иллюстратором в прессе. Одной из основных газет, в которых появлялись его рисунки была General-Anzeiger für Dortmund (нем.), крупная немецкая газета. Его основной темой были видные деятели политики, экономики, культуры и общественной жизни. После неоднократных посещений Эдварда Мунка ему удалось добиться разрешения на написание его портрета.

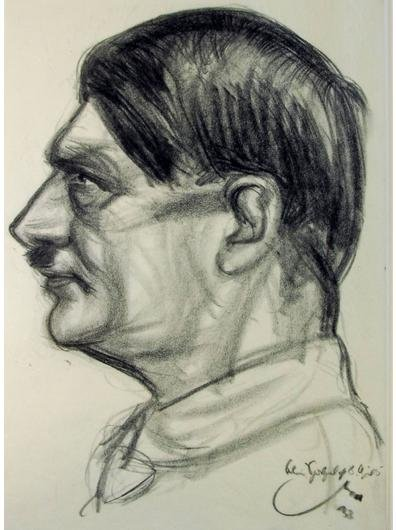
Эмиль Штумпп «Критический портрет» Гитлера

В 1933 году по обычному General-Anzeiger für Dortmund договору Эмиль Штумпп изобразил только набиравшего силу нацистского лидера Адольфа Гитлера в честь его дня рождения. 20 апреля в Германии вышел номер газеты с «критическим портретом» фюрера. После публикации «критического портрета», который больше походила на карикатуру, газета была приведена в соответствие с нацистской идеологией, а публикация работ Эмиля Штумппа запрещена. Этим случаем введения цензуры и отмены свободы печати Эмиль Штумпп вошёл в историю. В последующие годы его работы печатались исключительно за границами Германии.
2 октября 1940 года во время посещения им селения Первалки на Куршской косе он был арестован по доносу одного из знакомых и осуждён специальным судом в Клайпеде к 1 году тюрьмы. В возрасте 55 лет, 5 апреля 1941 года, Штумпп погиб в тюрьме города Штум (Западная Пруссия) от условий содержания.

## Наследие
Архив Эмиля Штумппа, который возглавляла вначале дочь карикатуриста и её муж, композитор Курт Шваен (нем.), находился в Берлине. В настоящее время — в Гельнхаузене, в ведении его племянника. Архив включает несколько тысяч подлинников многочисленных литографий, рисунков, акварелей, дневников и писем Штумппа. Некоторые экземпляры (около 350 объектов) находятся в коллекции Института по изучению газет в Дортмунде.

## Музеи и публичные коллекции
- В Немецком Историческом музее в Берлине находится крупнейшая музейная коллекция работ Штумппа (836 объектов в каталоге изображений музея).
- В немецком Бундестаге хранится около 300 портретов видных политических деятелей Веймарской республики в исполнении Эмиля Штумппа.